# Eggermühlen
Eggermühlen là một đô thị của huyện Osnabrück, bang Niedersachsen, Đức. Đô thị này có diện tích 27,41 km².